# 范寧嶺
范寧嶺（英語：Fanning Ridge），是南極洲的山嶺，位於南喬治亞島南岸，處於阿斯帕西亞角和紐瓦克灣之間，長9公里，由英國南極名稱諮詢委員會命名，現時由英國海外領土管轄。